# Signifikant

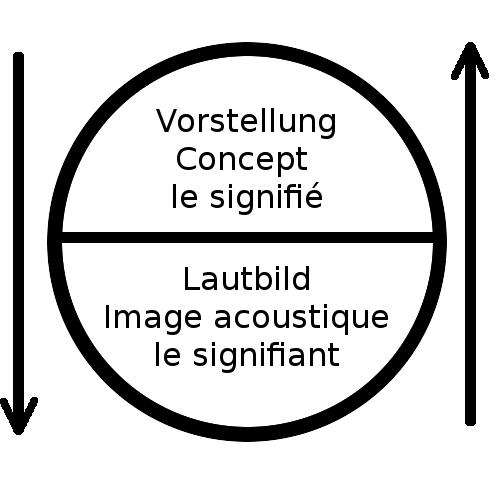
Zusammenhang und gegenseitiger Verweis von Signifikat (le signifié) und Signifikant (le signifiant) im Gebrauch eines Zeichens nach Saussure.
Der linksseitige Pfeil symbolisiert die Verwendung, in der eine Lautfolge als bezeichnend für eine mentale Vorstellung steht, wodurch also ein Ausdruck als der Signifikant zur Bezeichnung eines Begriffs werden kann (siehe Onomasiologie). Der rechtsseitige Pfeil zeigt dagegen die Richtung einer Verwendung, mit der eine mentale Vorstellung als bezeichnet durch eine Lautfolge aufgefasst wird, wodurch also ein Begriffsinhalt als das Signifikat zur Bedeutung eines Ausdrucks werden kann (siehe Semasiologie).

Als Signifikant (französisch signifiant) oder Signans, deutsch auch Bezeichnendes oder Bezeichner, wird in der strukturalistischen Linguistik und Semiotik die Ausdrucksseite eines sprachlichen Zeichens bezeichnet – gegenüber dessen Inhaltsseite als Bezeichnetem oder Signifikat. Beide, sowohl Signifikat als auch Signifikant, sind vom Gegenstand und dem wirklichen Ding zu unterscheiden.
Ein Signifikant ist die materielle oder quasi-materielle Form, in der beispielsweise ein Schriftzeichen oder ein Lautzeichen (als Formativ) ausgedrückt und (als Zeichenkörper) wahrnehmbar wird – und damit auf eine Bedeutung oder einen Begriff verweist, das Signifikat (französisch „signifié“) auf der Inhaltsseite eines Zeichens.
Der Begriff des Signifikanten spielt auch in der vom Strukturalismus beeinflussten Psychoanalyse Jacques Lacans eine tragende Rolle als Element des Symbolischen innerhalb der Psyche.
Vereinfacht gesprochen ist der Signifikant etwas Bezeichnendes und das Signifikat etwas Bezeichnetes. Mit dieser Gegenüberstellung werden zunächst zwei Seiten eines sprachlichen Zeichens unterschieden, denen je nach Auffassung des beide Seiten Vermittelnden unterschiedliche Begriffe verschiedener Terminologien zugeordnet werden können. So kann für ein Zeichen beispielsweise die Buchstabenfolge H u t unterschieden – als Signifikant, Bezeichnendes, Ausdruck, Form, Formativ, Schriftbild oder Zeichenkörper einerseits – und verbunden werden mit „Art von Kopfbedeckung“ – als Signifikat, Bezeichnetes, Inhalt, Begriff, Bedeutung, Sinn oder Vorstellungsbild andererseits – womit jener Signifikant nun dieses Signifikat bezeichnet (signifiziert). Die mentale Repräsentation der Buchstabenfolge wird hierbei mit einer Vorstellung über deren Bedeutung verknüpft, die es erlaubt, sie als Zeichen zu lesen.
Mit de Saussures Auffassung eines Zeichens als der Verbindung von Signifikant und Signifikat wird ein zweiseitiges Modell entworfen (dyadische Zeichenrelation), im Unterschied zu einem dreiseitigen wie dem semiotischen Dreieck. Die Bezugnahme auf eine reale Welt bleibt dabei ausgeblendet, daher sind die Beziehungen von Signifikant und Signifikat zu dem Bezugsobjekt als referiertem Gegenstand wie auch einem wirklichen Ding nicht enthalten.

## Verwendung in der Linguistik
Der Schweizer Linguist Ferdinand de Saussure (1857–1913), der den Begriff Signifikant, wie auch die moderne Semiotik und Linguistik entscheidend geprägt hat, definiert in seinem Cours de linguistique générale (dt.: Grundfragen der allgemeinen Sprachwissenschaft) den Signifikanten als „Lautbild“ eines Signifikats. Das Signifikat ist dabei der „Inhalt“ des Signifikanten, auf den dieser verweist. So ist etwa das Wort „Baum“ der Signifikant für das Vorstellungsbild Baum. Der Signifikant wird somit als das „Bezeichnende“ (französisch signifiant) und das Signifikat als das „Bezeichnete“ (französisch signifié) verstanden. Die Beziehung zwischen dem bezeichnenden Signifikanten und dem bezeichneten Signifikat beruht auf der konventionell getroffenen Vereinbarung zwischen Menschen und ist insofern arbiträr.
Ein Zeichen setzt sich aus Signifikant und Signifikat sowie der Verknüpfung dieser beiden Seiten (Referenz) zusammen. Zeichen bilden in diesem Sinne eine Einheit aus zwei Teilen, welche sich mit einem Kreis, welcher in der Mitte durch eine Trennlinie aufgeteilt ist, darstellen lässt. Bei dieser Darstellung sind die beiden Hälften des Kreises, der für das Zeichen steht, in Signifikant und Signifikat aufgeteilt. Saussure verwendet für diese Trennung die Metapher eines Papierblatts.
Entscheidend am Signifikanten für Saussure ist sein differentieller Charakter: Ein Signifikant wird durch die Abgrenzung (Differenz) zu anderen Signifikanten festgelegt. Außer bei einigen wenigen lautmalerischen Wörtern wie etwa „Kuckuck“ ist das zugehörende Signifikat weitgehend frei wählbar und seine Bedeutung somit nicht vorweg bestimmt; sondern die Verbindung von Signifikant und Signifikat, Wort und Bedeutung, die im Sprachalltag so selbstverständlich erscheint, ist im Grunde arbiträr, also willkürlich festgelegt, und nicht schon natürlich gegeben.
Der Begriff des Signifikanten ist insbesondere im Kontext des linguistic turns von großer Bedeutung für die modernen Geisteswissenschaften gewesen und taucht insbesondere im Strukturalismus und Poststrukturalismus als zentraler Begriff auf.
Hin und wieder wird der Begriff „Signifikant“ auch synonym zum Begriff des Referenten oder – ungenau – allgemein im Sinne von Zeichen oder Symbol gebraucht.

## Verwendung in der Lacan’schen Psychoanalyse
Der stark vom Strukturalismus (insbesondere Roman Jakobsons) beeinflusste französische Psychoanalytiker Jacques Lacan, dessen besonders in Frankreich einflussreiche Konzeption der Psychoanalyse auch als Strukturale Psychoanalyse bekannt ist, verleiht dem Begriff des Signifikanten eine eigene Färbung, lehnt sich aber gleichwohl eng an Saussures Verwendung an. Sigmund Freud, der Saussures Werk nicht gekannt hat, verwendet den Begriff noch nicht (vgl. Dylan Evans, Wörterbuch der Lacanschen Psychoanalyse, S. 269).
Als Signifikanten können für Lacan nicht nur (wie noch für Saussure) Wörter, sondern auch Dinge wie Objekte, Beziehungen und Symptomhandlungen fungieren (vgl. Seminar IV. Die Objektbeziehung). Entscheidende Bedingung für einen Signifikanten ist, dass er in ein System eingeschrieben sein muss: die Ordnung des Symbolischen, in der er seine Bedeutung durch die Differenz zu anderen Signifikanten erhält.

### Die sprachliche Struktur des Psychischen
Das Symbolische ist in diesem Sinne eine „Kette von Signifikanten“ („chaîne de signifiants“), die in einer bestimmten Ordnung zueinander stehen und die durch die Existenz eines „Herrensignifikanten“ aufrechterhalten wird, der sie garantiert und mit seiner Autorität stützt: den Namen des Vaters. Er ist der „fundamentale Signifikant“, der dem Subjekt Identität verleiht und der es ihm ermöglicht, einen festen Platz in der symbolischen Ordnung (der Familie und der Gesellschaft) einzunehmen (siehe auch: Der große Andere). So ist das Subjekt letztlich selbst ein Signifikant: „Ein Signifikant ist, was ein Subjekt repräsentiert für einen anderen Signifikanten.“ (Lacan, Seminar XI. Die vier Grundbegriffe der Psychoanalyse, S. 208)
Der Signifikant ist nach Lacan, anders als für Saussure, gegenüber dem Signifikat die primäre Instanz: Nicht das Signifikat ist die Ursache des Signifikanten, sondern der Signifikant ist in Form der allgegenwärtigen Sprache zuerst vorhanden. Signifikanten sind das erste, was dem Kind begegnet; jede Äußerung des Kindes ist immer schon in einem weitesten Sinne sprachlich. Auch das Unbewusste ist für Lacan strukturiert wie eine Sprache und besteht aus Signifikanten. Die „Signifikantenkette“ ist auch im Sinne einer Ahnenkette zu verstehen: eine Linie, in die jedes Subjekt schon vor seiner Geburt und auch nach seinem Tod eingeschrieben ist und die sein Schicksal unbewusst beeinflusst (Dylan Evans, Wörterbuch der Lacanschen Psychoanalyse, S. 271).

### Der reine Signifikant
Indem er die primäre Rolle des Signifikanten gegenüber dem Signifikat betont, radikalisiert Lacan die Arbitrarität (Beliebigkeit) des Signifikanten, die bereits de Saussure betonte. „Der Signifikant ist zuallererst ein bedeutungsloses, materielles Element in einem geschlossenen differentiellen System.“ (Evans, Wörterbuch der Lacanschen Psychoanalyse, S. 269) Man soll, so Lacan, nicht glauben, „daß die Symbole wirklich aus dem Realen kommen.“ (Lacan, Das Seminar II, S. 279)
Den „Signifikanten ohne Signifikat“ nennt Lacan „reinen Signifikanten“. Er bildet eine Leerstelle innerhalb der Struktur des Symbolischen (mit anderen Worten: ist ein „leerer“ Signifikant), die von verschiedenen Signifikaten besetzt werden kann. (Vgl. hierzu auch Objekt klein a.) Das völlige „Gleiten der Signifikate“ wird durch sogenannte „Steppunkte“ (im Sinne von stabilisierenden Naht-Punkten) verhindert; fehlen diese Haltepunkte gegen das Gleiten, ent-gleitet dem Subjekt die Wirklichkeit, was zur Psychose führt.